# Koniarky (Velká Fatra)
Koniarky (1377 m n. m.) jsou sedlo mezi Suchým vrchem a vrchem Chyžky v centrální části pohoří Velká Fatra na Slovensku.

## Přístup
- Po  červené turistické značené trase č. 0870 (Velkofatranská magistrála) ze Suchého vrchu.
- Po  červené turistické značené trase č. 0870 (Velkofatranská magistrála) z Chyžek.
- Po  žluté turistické značené trase č. 8633 z Necpalské doliny.[1]